# Martin Golightly
Martin Golightly (1891 – 1953) là một cầu thủ bóng đá người Anh thi đấu ở vị trí tiền đạo tầm xa.